# Irénée-Jules Bienaymé
Pour les articles homonymes, voir Bienaymé.
Irénée-Jules Bienaymé, né à Paris le 28 août 1796 et mort à Paris le 19 octobre 1878, est un probabiliste et statisticien français. Continuateur de l'œuvre de Laplace dont il généralise la méthode des moindres carrés, il contribue à la théorie des probabilités, au développement de la statistique et à leurs applications aux calculs financiers, à la démographie et aux statistiques sociales (en). Il a énoncé en particulier l'inégalité de Bienaymé-Tchebychev concernant la loi des grands nombres (1869). Il est aussi à l'origine de ce que l'on appelle aujourd'hui les arbres de Bienaymé-Galton-Watson.

## Biographie
Son existence personnelle fut marquée par une suite de coups du sort. Il fait des études au Lycée de Bruges puis au Lycée Louis-le-Grand de Paris et après avoir participé à la défense de Paris en 1814, il entre à l'École Polytechnique en 1815, mais il fait partie de la promotion qui est exclue l'année suivante de l'école par Louis XVIII pour ses sympathies bonapartistes. 
En 1818, il devient lecteur de mathématiques à l'Académie militaire de Saint-Cyr, mais, deux ans après, il rejoint l'administration des Finances. Rapidement promu inspecteur, puis en 1834 inspecteur général, la République l'écarte en 1848 pour manque d'esprit républicain. 
Devenu professeur de probabilités à la Sorbonne, il perd son poste en 1851. Il reprendra cependant par la suite un rôle de conseiller, devenant expert en statistique pour le gouvernement de Napoléon III.
Entré en 1852 à l'Académie des sciences, Bienaymé est pendant 23 ans l'examinateur pour la remise du prix Montyon de statistiques. Membre fondateur de la Société mathématique de France, il en assure la présidence en 1875.

## Contributions
Bienaymé n'a publié que 23 articles, dont la moitié parurent dans des conditions obscures.[réf. souhaitée] Ces premiers travaux concernent la démographie et les tables de vie. Il étudie en particulier l'extinction des familles fermées (celles de la haute aristocratie par exemple) qui déclinent alors que la population française augmente, ce qui n'est pas sans évoquer le destin de l'école probabiliste française de son époque. Il crée à cette occasion le concept d'arbre de Bienaymé-Galton-Watson.
Disciple de Laplace et sous l'influence de sa Théorie analytique des probabilités (1812), il prend la défense des conceptions de ce dernier dans une polémique avec Poisson sur la taille des jurys et de la majorité nécessaire à la conviction. Il généralise sa méthode des moindres carrés.
Il tente avec son ami Antoine Augustin Cournot de remettre de l'ordre dans un calcul des probabilités qui n'est plus animé par le grand souffle de ses prédécesseurs. Après les espoirs portés par Bernoulli, Laplace et Poisson, d'une description probabiliste du monde à l'aide de quelques lois universelles l'heure est au désenchantement : 
« La variété infinie des arrangements employés par la nature pour produire très simplement des effets très complexes fait présumer qu'on découvrira des théorèmes particuliers qui régiront divers classe de faits. Mais il ne semble pas qu'une formule analogue à celle de Jacques Bernoulli puisse embrasser toutes les circonstances possibles. »[réf. souhaitée]
Traducteur en français des travaux de son ami le mathématicien russe Pafnouti Tchebychev, il publie l'inégalité de Bienaymé-Tchebychev qui fournit une démonstration simple et précise de la loi des grands nombres.
Il entretient aussi une correspondance avec le pionnier des études démographiques Quetelet, et il est aussi lié à Lamé.
D'un esprit polémique, Bienaymé critiqua la loi des grands nombres de Poisson et eut une controverse avec Cauchy.